# Colette Avital
Colette Avital (em hebraico:  קולט אביטל - Bucareste, Roménia, 1 de maio de 1940) é uma diplotama e política de Israel. Foi membro do Knesset pelo Partido Trabalhista e pelo Israel Ahat entre 1999 e 2009.
Instalou-se em Israel em 1950 com a família. Trabalhou em Paris de 1982 a 1985, na delegação de Israel em França. Foi embaixadora de Israel em Portugal de 1988 a 1992, e côngul-geral em Nova Iorque entre 1992 e 1996. Foi ainda adida cultural em Bruxelas e cônsul em Boston.
Foi candidata pelo Partido Trabalhista ao cargo de Presidente de Israel na eleição de 2007. Teve apenas 21 votos, ficando em terceiro lugar.